# Bob Crane
Robert Edward "Bob" Crane, född 13 juli 1928 i Waterbury, Connecticut, död 29 juni 1978 i Scottsdale, Arizona (mördad), var en amerikansk skådespelare och musiker. Han är främst känd för rollen som överste Robert E. Hogan i sitcomserien Hogans hjältar, för vilken han nominerades till två emmypriser, båda i kategorin “framstående huvudrollsinnehavare i en komediserie”.
Cranes professionella karriär började i radio i början av 1950-talet, först som musiker och senare programvärd. Detta gick såpass bra att han inom kort blev erbjuden både film- och TV-roller. Crane gjorde skådespelardebut 1953 i antologiserien General Electric Theater. Under 1960- och 70-talen medverkade han i en rad välkända TV-produktioner, däribland Twilight Zone, Alfred Hitchcock presenterar och Kärlek ombord. Utanför skådespeleriet extraknäckte han som diskjockey och uppträdde mestadels på nattklubbar.
Crane påträffades död i sin lägenhet den 29 juni 1978, och efter en långdragen utredning fastslogs det att han blivit strypt med en elsladd och möjligen ihjälslagen med ett kamerastativ. Han gravsattes på Westwood Village Memorial Park Cemetery i Los Angeles. 

## Filmografi

### Film
| År   | Titel                              | Roll             | Not                    |
| ---- | ---------------------------------- | ---------------- | ---------------------- |
| 1961 | Skandal i Peyton Place             | Peter White      | Filmdebut, okrediterad |
| 1961 | Brott i San Francisco              | Ralph Turner     |                        |
| 1964 | The New Interns                    | Full busmakare   | Okrediterad            |
| 1968 | The Wicked Dreams of Paula Schultz | Bill Mason       |                        |
| 1972 | Patriotism                         | Berättarröst     | Kortfilm               |
| 1973 | Superpappan                        | Charlie McCready |                        |
| 1976 | Gus - matchens hjälte              | Pepper           |                        |

### TV
| År      | Titel                               | Roll                    | Not                     |
| ------- | ----------------------------------- | ----------------------- | ----------------------- |
| 1953    | General Electric Theater            | -                       | TV-debut                |
| 1959    | Picture Window                      | Jerry McEvoy            |                         |
| 1961    | Twilight Zone                       | Discjockey              |                         |
| 1961    | General Electric Theater            | Harry                   |                         |
| 1962    | The Dick Van Dyke Show              | Harry Rogers            |                         |
| 1963    | Alfred Hitchcock presenterar        | Charlie Lessing         |                         |
| 1963    | Channing                            | Professor Arlen         |                         |
| 1963–65 | The Donna Reed Show                 | Doktor Dave Kelsey      |                         |
| 1965–71 | Hogans Hjältar                      | Överste Robert E. Hogan |                         |
| 1966    | The Lucy Show                       | Sig själv               |                         |
| 1966    | Password                            | Sig själv               |                         |
| 1967    | The Green Hornet                    | Statist                 |                         |
| 1967    | The Red Skelton Show                | Överste Hogan           |                         |
| 1969    | Arsenik och gamla spetsar           | Mortimer Brewster       | TV-film                 |
| 1969-71 | Love, American Style                | Howard Melville, Mark   |                         |
| 1971    | The Doris Day Show                  | Bob Carter              |                         |
| 1971    | Night Gallery                       | Ellis Travers           |                         |
| 1972    | The Delphi Bureau                   | Charlie Taggett         |                         |
| 1974    | Tenafly                             | Sid Pierce              |                         |
| 1974    | Tattletales                         | Sig själv               |                         |
| 1974    | Police Woman                        | Larry Brooks            |                         |
| 1975    | The Bob Crane Show                  | Bob Wilcox              |                         |
| 1976    | Joe Forrester                       | Alban                   |                         |
| 1976    | Ellery Queen                        | Jerry Crabtree          |                         |
| 1976    | Spencer's Pilots                    | Cozens                  |                         |
| 1976    | Gibbsville                          | Advokat                 |                         |
| 1977    | Quincy                              | Doktor Jamison          |                         |
| 1977    | The Hardy Boys/Nancy Drew Mysteries | Danny Day               |                         |
| 1978    | Kärlek ombord                       | Edward "Teddy" Anderson | Sista framträdande i TV |

## Bildgalleri

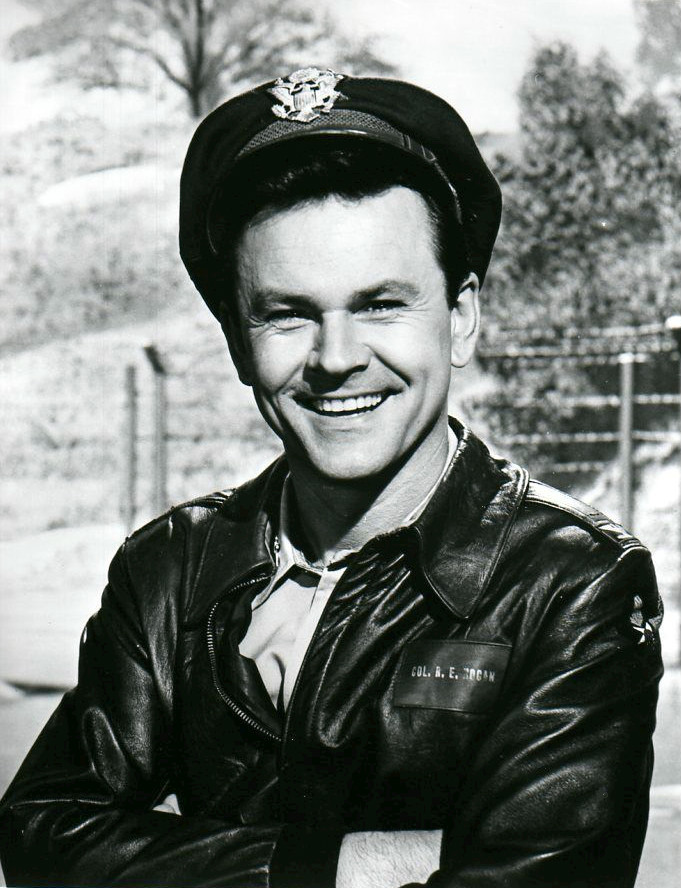
Crane i rollen som överste Robert Hogan i Hogans Hjältar.
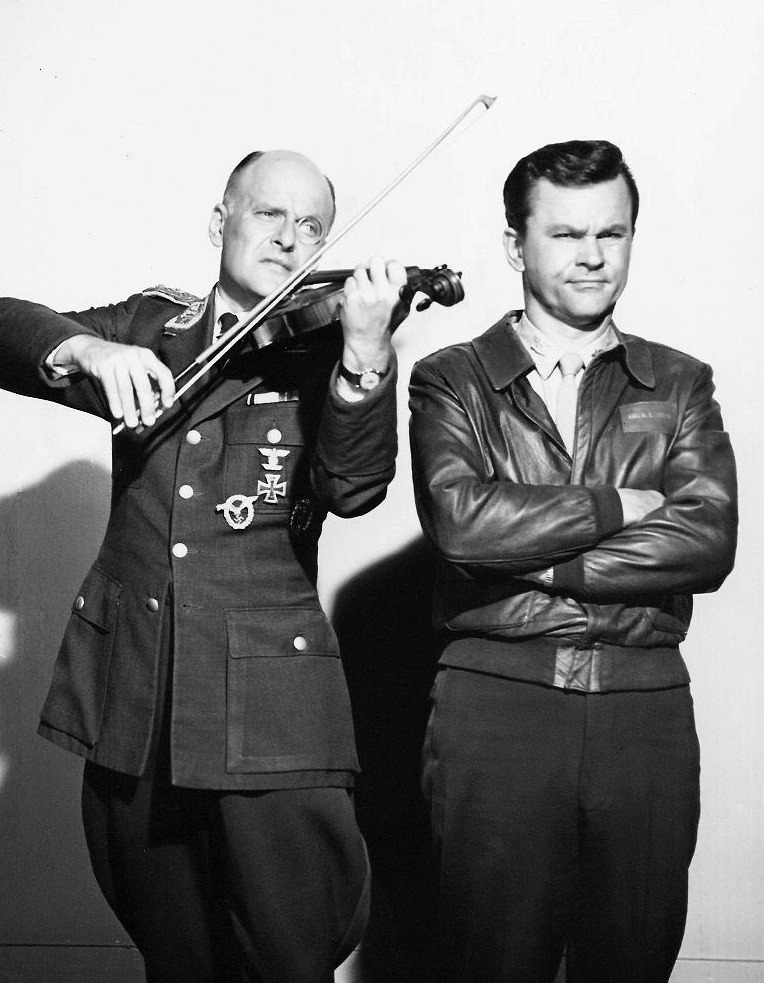
Bob Crane och Werner Klemperer.
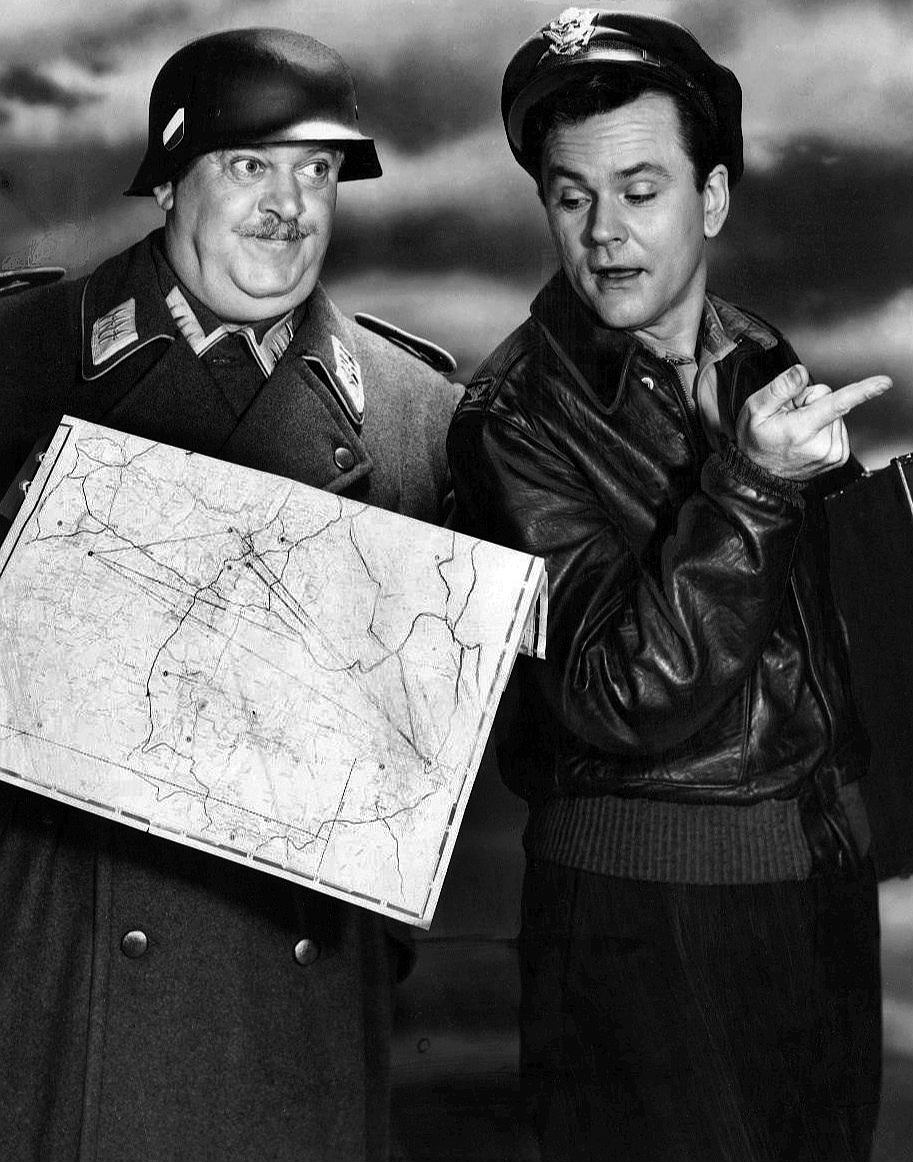
Crane och John Banner.
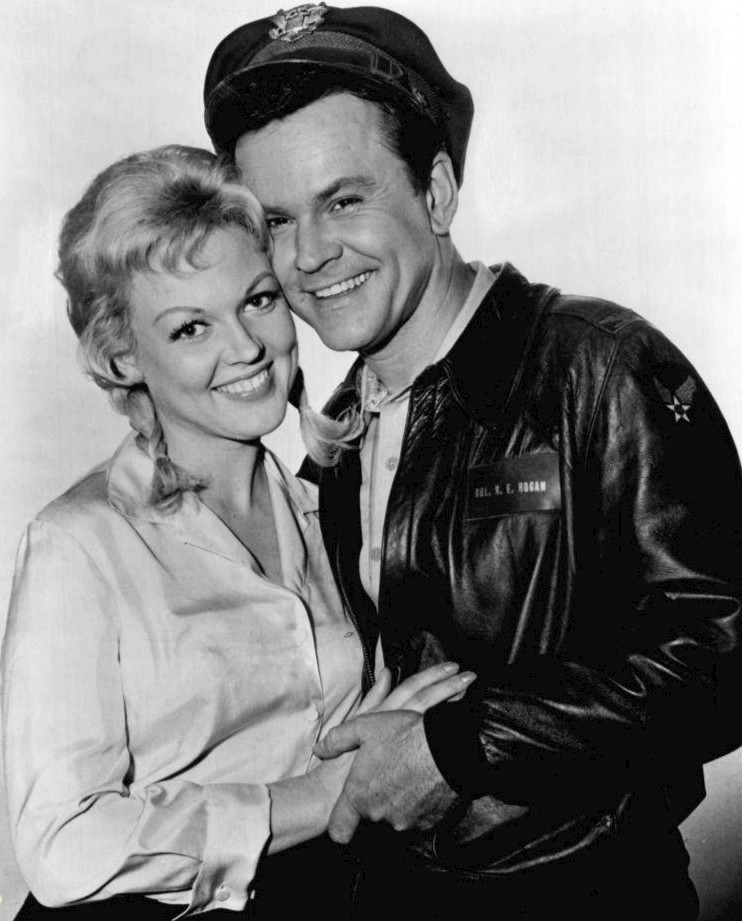
Bob Crane och Cynthia Lynn.
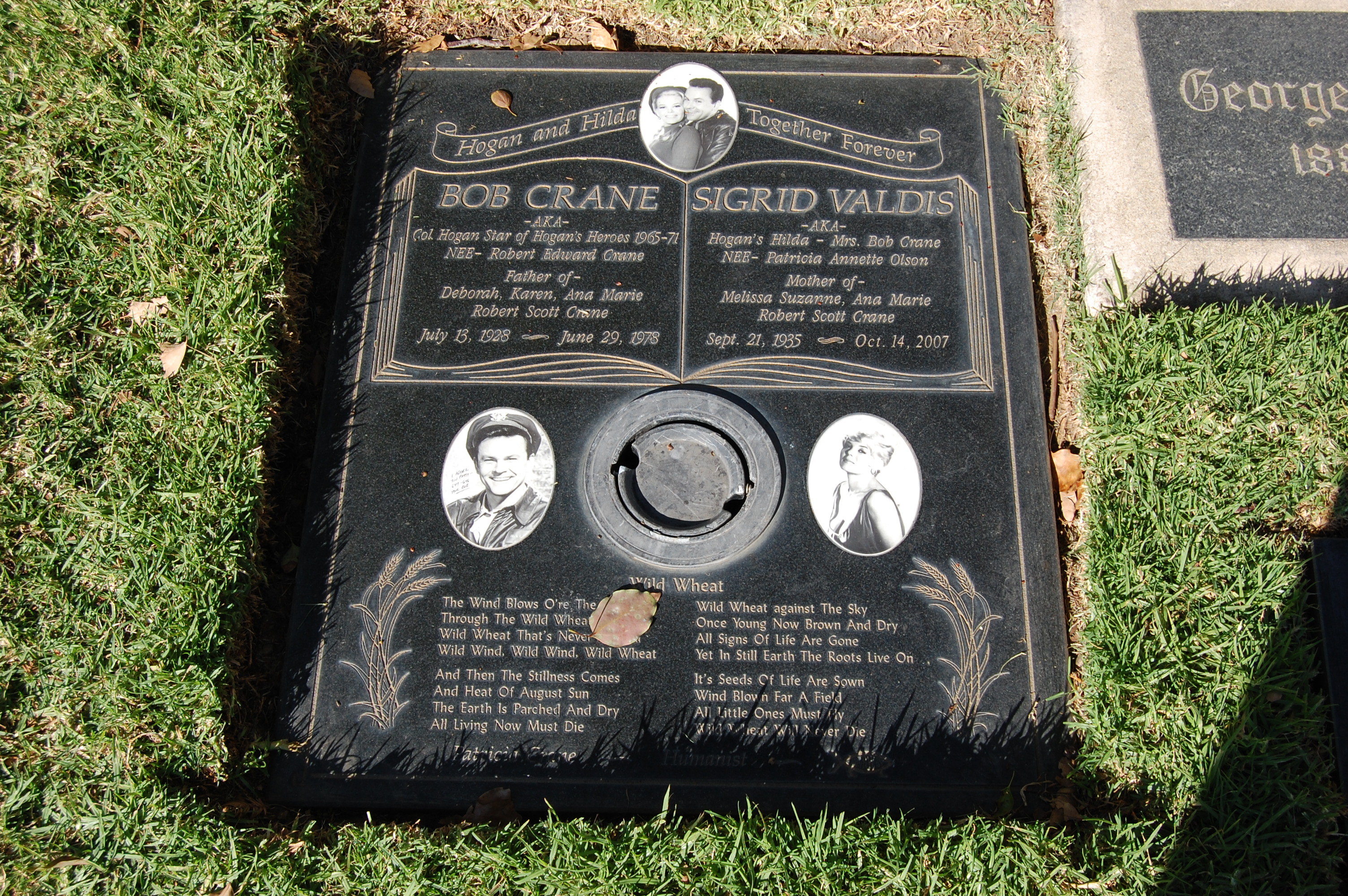
Bob Cranes grav på Westwood Village Memorial Park Cemetery i Los Angeles.